# Coelorinchus formosanus
Coelorinchus formosanus es una especie de pez de la familia Macrouridae en el orden de los Gadiformes.

## Morfología
• Los machos pueden llegar alcanzar los 25 cm de longitud total.

## Hábitat
Es un pez de aguas profundas que vive entre 200-300 m de profundidad.

## Distribución geográfica
Se encuentra al sur del Japón y en el Mar de la China Oriental alrededor de Taiwán.